# Unelos
Los unelos (en latín Unelli; también puede encontrarse la variante venelli, «venelos») fueron uno de los pueblos galos que vivían, desde que fueron invadidos por Julio César, entre el 58 y el 51 a. C., en la parte armoricana de la Galia Comata, ocupando el Cotentin, cercano al actual departamento de la Mancha.
La capital de la ciudad de los unelos era Constantia, conocida, en la actualidad, como Coutances. Los unelos eran vecinos de los bodiocasos y de los viducasos, por el este y el sudeste, y de los abrincates por el sur.
Durante el verano de 57 a. C. los unelos, además de otros pueblos galos fueron sometidos a la legión romana de Publio Licinio Craso. Después de transcurridos unos meses, los unelos, se adhirieron a la insurrección orquestada por los vénetos, y reunidos por los aulercos, eburovices y los lexovios hicieron frente entre Vire y Avranches a las tres legiones dirigidas por el legado Quinto Titurio Sabino. Dirigida por Virídovix, jefe de los unelos, la armada gala aliada fue disuelta tras su asalto en el campo romano. Los unelos fueron, como la mayoría de los pueblos de la Galia, parte de la coalición que se adhirió, cinco años más tarde, al ejército de socorro enviado para ayudar a Vercingétorix en la Alesia. Parece que, el número de soldados enviados no sobrepasó los 3.000 guerreros.